# Province de Hải Dương
La province de Hải Dương est une province de la région du delta du fleuve Rouge, au nord du Viêt Nam. Son nom dérive du terme sino-vietnamien 海陽, qui signifie « océan », même si la province est seulement terrestre. En 2008, elle comptait 1 732 814 habitants pour une superficie de 1 651,8 km2.

## Géographie
La province est située au nord Viêt Nam dans le delta du fleuve Rouge à mi-distance entre Hanoï et Hải Phòng. Les six provinces limitrophes de la province de Hai Duong sont : Bắc Ninh, Bắc Giang, Quảng Ninh au nord, Hưng Yên à l’ouest, Hải Phòng à l’est et Thái Bình au sud.

## Administration
La province est constituée des villes de Hải Dương qui est son centre administratif et de Chí Linh, ainsi que des 10 districts qui l’entourent :
- District de Cẩm Giàng,
- District de Bình Giang,
- District de Thanh Miện,
- District de Ninh Giang,
- District de Gia Lộc,
- District de Tứ Kỳ,
- District de Thanh Hà,
- District de Kim Thành,
- District de Kinh Môn,
- District de Nam Sách.

Les pagodes Con Son et Kiep Bac sont très renommées. La province est connue pour ses litchis et pour son dessert traditionnel le Bánh đậu xanh (gâteau aux haricots mungo).

## Transports
Située à 58 km d'Hanoï et à 45 km de Hải Phòng, la province est traversée par des voies de chemin de fer et des axes routiers importants comme la route nationale 5 (Hanoï - Hải Phòng), la Route nationale 18, (Bắc Ninh – Quảng Ninh), la route nationale 183 ou la route nationale 37.
Le port de la rivière Cong Cau a une capacité annuelle de 300 000 tonnes.

## Climat
Hải Dương a un climat tropical avec une période de mousson d’avril à octobre. Le niveau de précipitations annuelles est entre 1 300 mm et 1 700 mm, la température moyenne de 23,3 °C. Hải Dương  a 1 524 d’heures d’ensoleillement et une  humidité relative de 85 à 87 %.